# Gastroezofagealna refluksna bolezen
Gastroezofagealna refluksna bolezen (kratica GERB) je bolezen zaradi refluksa vsebine želodca v požiralnik, ki se kaže po navadi z zgago in ezofagitisom. Zgaga je sicer simptom, ki ga občasno občuti velik delež ljudi, o gastroezofagealni bolezni pa govorimo, če so refluksni simptomi prisotni vsaj dva dni v tednu in bistveno poslabšajo kakovost življenja.
Bolezen je zelo pogosta, saj po raziskavah Svetovne zdravstvene organizacije zaradi nje vsaj enkrat tedensko trpi polovica svetovnega prebivalstva. Najpogostejši simptomi te bolezni so žgoči občutek za prsnico, ki se širi proti grlu, ter kisel ali grenek okus v zadnjem delu žrela. Refluks se pojavi kot posledica težav (ohlapnost) mišice, ki povezuje požiralnik in želodec.

## Simptomi in znaki
Najznačilnejša simptoma gastroezofagealne refluksne bolezni sta zgaga in vzdigovanje (regurgitacija) vsebine želodca nazaj v požiralnik. Zgaga nastopi tipično po jedi, posebej še pri pripogibanju. Netipični simptomi GERB-a so še pojačano slinjenje, oteženo požiranje (disfagija), boleče požiranje (odinofagija), nesrčna prsna bolečina, kronični kašelj, hripavost, zaporne motnje dihanja in okvara zobne sklenine.

## Razširjenost
Razširjenost GERB-a v razvitem svetu narašča in je med 6 in 20 %, kar bolezen uvršča med pogostejše zdravstvene težave. V Sloveniji je po nekaterih podatkih razširjenost refluksne bolezni v populaciji oseb, starih 10 do 89 let, 20,5 %.

## Zdravljenje
Zdravljenje GERB-a lahko vključuje dieto, spremembo življenjskega sloga, zdravila in kirurški poseg. Začetno zdravljenje pogosto temelji na uporabi zdravila iz skupine zaviralcev protonske črpalke, kot je omeprazol. V nekaterih primerih se lahko bolnik samozdravi z zdravili brez recepta. Nekatera priporočila priporočajo začetno uporabo H2-antagonista namesto zaviralca protonske črpalke, in sicer zaradi varnosti in cene.

### Sprememba življenjskega sloga
Nekatera živila lahko izzovejo simptome, vendar pa po drugi strani številne diete niso pokazale znatnega učinka pri obvladovanju bolezni. Nekateri podatki nakazujejo, da lahko pomaga zmanjšan vnos sladkorja in povečan vnos vlaknin. Pri osebah, ki vedo, da jim določena živila povzročijo simptome, se priporoča izogibanje le-tem. Prav tako se priporoča, da bolnik ne uživa hrane pred ležanjem. Hrana, ki lahko sproži GERB, vključuje kavo, alkohol, čokolado ter mastna, kisla in pekoča živila.
Izguba telesne mase lahko pomagati ublažiti bolezen in zmanjšati pogostnost simptomov. Pri ležanju lahko pomaga pridvignjeno vzglavje. Zmerna telesna dejavnost lahko izboljša simptome, pri intenzivnejših dejavnostih pa se lahko le-ti poslabšajo. Koristne so lahko tudi dihalne vaje.
Podatki ne potrjujejo zmanjšanja simptomov ob izogibanju kajenju in pitju alkoholnih pijač.

### Zdravila
Za zdravljenje GERB-a se uporabljajo zlasti zaviralci protonskih črpalk, H2-antagoniste in antacidi z alginsko kislino ali brez nje. Zdravila za zniževanje kislosti želodca so osnova zdravljenja GERB-a, vendar pa jih nekateri bolniki uporabljajo po nepotrebnem oziroma preveč. Prekomerna uporaba teh zdravil je problematična tako zaradi stroškov kot neželenih učinkov.

#### Zaviralci protonske črpalke
Zaviralci protonske črpalke (ZPČ), kot je omeprazol, so najučinkovitejša zdravila, sledijo pa H2-antagonisti, kot je ranitidin. Če je enkrat dnevna uporaba zaviralca protonske črpalke le delno učinkovita, se lahko priporoči uporaba dvakrat na dan. Treba jih je zaužiti pol ure do eno uro pred jedjo. Med posameznimi zdravili iz te skupine ni znatnih razlik. Pri dolgotrajni uporabi je treba jemati najnižji še učinkovit odmerek. Pri bolnikih s pogostimi simptomi se lahko uporabljajo tudi po potrebi, torej ko simptomi dejansko nastopijo. H2-antagonisti ublažijo simptome za okoli 40 %.

#### Antacidi
Antacidi so manj učinkoviti in delujejo pri okoli 10 % bolnikov. V kombinaciji z alginsko kislino so učinkovitejši in  delujejo pri okoli 40 % bolnikov. Metoklopramid, ki deluje kot prokinetik, se zaradi neželenih učinkov ne svetuje ne kot samostojno zdravljenje in ne v kombinaciji z drugimi zdravili. Prokinetična učinkovina mozaprid je srednje učinkovita.

#### Druga zdravila
Sukralfat izkazuje podobno učinkovitost kot H2-antagonisti, vendar ga je treba jemati večkrat dnevno, kar omejuje njegovo uporabo. Baklofen, ki deluje kot agonist na receptorje GABAB, je učinkovit, vendar prav tako zahteva pogosto odmerjanje in v primerjavi z drugimi zdravili načeloma povzroča več neželenih učinkov.